# ホセ・ミゲル・ゴンサレス・レイ
ホセ・ミゲル・ゴンサレス・レイ（José Miguel González Rey、1979年11月15日 - ）は、スペイン出身の元サッカー選手。ポジションはディフェンダー（右サイドバック）。通称「ホセミ（Josemi）」。

## 経歴
マラガCFの下部組織出身。2001-02シーズン頃からその名をスペインに知らしめるようになった。2004-05シーズン、スペイン出身のラファエル・ベニテス監督を慕ってイングランドのリヴァプールFCに移籍する。リヴァプールではなかなか出場機会を確保できず、失意のうちに帰国する。2006年1月にヤン・クロンカンプとのトレードでビジャレアルCFへ移籍。2007-08シーズンは監督の構想外に置かれ、リーグ戦の出場はわずか1試合に留まった。そのため、シーズン終了後にRCDマヨルカへ移籍している。

## 所属クラブ
- マラガCF B 1998-2001
- マラガCF 2001-2004
- リヴァプールFC 2004-2006
- ビジャレアルCF 2006-2008
- RCDマヨルカ 2008-2010
- イラクリス・テッサロニキFC 2010-2011
- FCカルタヘナ 2011-2012
- レヴァディアコスFC 2012-2013
- シュコダ・クサンティFC 2013-2014
- アトレティコ・デ・コルカタ 2014-2015